# Sororarchibracon striolatus
Sororarchibracon striolatus är en stekelart som först beskrevs av Szepligeti 1914.  Sororarchibracon striolatus ingår i släktet Sororarchibracon och familjen bracksteklar. Inga underarter finns listade i Catalogue of Life.